# Windows NT 3.1
Ne doit pas être confondu avec Windows 3.1.
Windows NT 3.1 est la première version de Windows NT. Elle est introduite sur le marché le 27 juillet 1993. Son nom est choisi de façon à évoquer Windows 3.1, la version 16 bits de Windows disponible à cette époque.
Elle est disponible en version serveur et station de travail.
Microsoft a adopté le format PE avec l'introduction de Windows NT 3.1.
Elle est suivie par Windows NT 3.5, présentée en septembre 1994.